# I. e. 267
Évszázadok: i. e. 4. század – i. e. 3. század – i. e. 2. század
Évtizedek: i. e. 310-es évek – i. e. 300-as évek – i. e. 290-es évek – i. e. 280-as évek – i. e. 270-es évek – i. e. 260-as évek – i. e. 250-es évek – i. e. 240-es évek – i. e. 230-as évek – i. e. 220-as évek – i. e. 210-es évek
Évek: i. e. 272 – i. e. 271 – i. e. 270 – i. e. 269 –  i. e. 268 – i. e. 267 – i. e. 266 – i. e. 265 – i. e. 264 – i. e. 263 – i. e. 262

## Események

### Hellenisztikus birodalmak
- Athén és Spárta az egyiptomi II. Ptolemaiosz támogatásával hadat üzen II. Antigonosz makedón királynak, hogy lerázzák a makedónok uralmát. Elkezdődik a khrémonidészi háború. Antigonosz benyomul Attikába.
- II. Ptolemaiosz kinevezi fiát, Ptolemaiosz Epigonoszt társuralkodójául; ő lesz a parancsnoka a makedónok elleni háborúban az ióniai egyiptomi csapatoknak is.

### Róma
- Marcus Atilius Regulust és Lucius Iulius Libót választják consulnak. Regulus consul leveri a sallentinusok lázadását Calabriában.
- Az újonnan meghódított régiók ellenőrzésére megkezdik a Via Appia meghosszabbítását Tarentumon keresztül Brundisiumig.
- A quaestorok számát négyről nyolcra emelik.

## Születések
- II. Bereniké egyiptomi királyné

## Fordítás
- Ez a szócikk részben vagy egészben  a(z)   267 v. Chr. című német Wikipédia-szócikk ezen változatának fordításán alapul.  Az eredeti cikk szerkesztőit annak laptörténete sorolja fel. Ez a jelzés csupán a megfogalmazás eredetét és a szerzői jogokat jelzi, nem szolgál a cikkben szereplő információk forrásmegjelöléseként.